# Lysice
Lysice település Csehországban, a Blanskói járásban. Lysice Drnovice, Býkovice, Bořitov, Žerůtky, Štěchov, Lhota u Lysic és Krhov településekkel határos. Lakosainak száma 1944 fő (2024. január 1.).

## Népesség
A település lakosságának változását az alábbi diagram mutatja:
| Lakosok száma | 1814 | 1934 | 1715 | 1575 | 1618 | 1885 | 1920 | 1913 | 1853 | 1944 |
|               | 1869 | 1900 | 1921 | 1961 | 1980 | 2011 | 2016 | 2019 | 2021 | 2024 |